# The Adventures of Rain Dance Maggie
«The Adventures of Rain Dance Maggie» (англ. — «Приключения Мэгги, вызывающей дождь») — песня американской рок-группы Red Hot Chili Peppers, выпущенная в июле 2011 года в качестве первого сингла из готовящегося к выходу студийного альбома I’m with You. Это был их первый сингл после «Hump de Bump» из альбома Stadium Arcadium в 2007 году, и так же первый сингл с новым гитаристом Джошем Клингхоффером. Песня была выпущена на радио 15 июля 2011 года, на три дня раньше, чем ожидалось, из-за утечки в интернет. Загрузка песни стала доступна 18 июля, а сингл на компакт-диске был выпущен четыре дня спустя.
Сингл стал рекордным 12-м синглом группы, занявшим первое место в чарте Billboard Alternative Songs, где он провёл четыре недели подряд на вершине чарта. Он также занял 38-е место в чарте Hot 100, в итоге став последним на сегодняшний день хитом группы в топ-40 этого чарта.

## История создания песни
Энтони Кидис отмечает: "Когда я впервые услышал ранние наработки песни, я ещё не знал, что это будет сингл. Но мне очень понравилось. Я взял запись с собой и слушал на повторе по пути домой. Было настолько весело, что я буквально оставил её включенной на подъездной дорожке к своему дому, вышел из машины и довольно долго танцевал вокруг дерева. Тогда я даже не думал, что это станет песней, я просто подумал, «О, это отличный танцевальный джем. Давайте выпустим его как би-сайд длительностью в час». А потом, по воле судьбы, другие люди услышали это и сказали: «О, эта песня определённо станет хитом».
Когда Кидиса спросили о том, кто такая Мэгги, он сказал, что не собирается раскрывать свое вдохновение. «Это просто набор воспоминаний и людей на моём жизненном пути, которые, возможно, забылись и покинули моё сознание, пока я не услышал эту музыку, а затем они как бы вернулись в моё сознание, танцуя, и в конечном результате буквально стали словами для песни. Но имена были изменены, чтобы никого не обидеть. Хотя, позже я вспомнил, что в моей жизни была и Мэгги. Даже две Мэгги».
По словам Фли, басовую линию для песни он придумал у себя на кухне. Фли так же спросили о выборе «The Adventures of Rain Dance Maggie» главным синглом альбома, и он сказал, что он не очень хорош в выборе синглов и действительно не знает, какую песню лучше всего выпустить первой. Он описал эту песню как «крутую, простую и фанковую», но она полностью отличается от остальных песен в альбоме, и ничто другое не похоже на неё. Фли заявил, что группа написала для I’m with You порядка 70 песен, поэтому даже не обязательно все лучшие песни попали в сам альбом, а только те, которые смогли занять своё место.

## Видеоклип
23 июня 2011 года было объявлено, что хип-хоп исполнительница Крейшан была выбрана режиссёром для съёмок клипа на песню. Крейшан сказала MTV, что была шокирована, когда лейбл группы связался с её менеджерами по поводу постановки видео. Она сказала, что занимается клипмейкерством с 17 лет, но никогда не думала, что это приведёт к чему-то настолько крупному. В итоге, её кадры не были использованы, так как группа решила, что отснятый материал не очень подходит к смыслу песни и не сочетается с её настроением.
30 июля 2011 года Red Hot Chili Peppers вместе с режиссёром Марком Класфельдом сняли вторую версию клипа на крыше одного из зданий пляжа Венис в Калифорнии. По итогу было решено выпустить официальным клипом именно эту версию. Говоря о концепции видео, Класфельд назвал её «простой, но запоминающейся». По его словам, Кидис был вдохновлён концертом The Beatles на крыше в 1969 году и предложил снять что-нибудь в похожем стиле. Класфельд признался, что немного волновался по поводу съёмок на крыше, потому что у них не было страховочной сетки, и беспокоился о том, что кто-то может упасть, но группа проявила себя настоящими профессионалами и съёмки прошли без происшествий.
Видео было выпущено 17 августа 2011 года на сайте MTV.com, а так же на официальном сайте группы. В тот же день на MTV состоялась премьера клипа в США, за которой последовала прямая трансляция с группой, которая отвечала на вопросы фанатов через Twitter на MTV.com. VH-1 поставили видео на 30 место в своём ежегодном топе 40 лучших музыкальных клипов за 2011 год. В октябре 2011 года клип занял первое место в их еженедельном хит-параде и удерживал это место несколько недель.
14 августа 2011 года актриса Мелани Нельсон обсудила концепцию не вышедшей первой версии клипа. Она решила рассказать об этом, поскольку представитель Warner Bros сказал Нельсон, что клип вряд ли будет выпущен и что группа движется в другом направлении. Нельсон поведала, что действие видео происходило в андерграундной обстановке 1990-х годов, где она играла девушку-всезнайку с гиковскими замашками. По сюжету видео в напиток её персонажа что-то добавляют, дальше идут «сюрреалистические» сцены с козой и дождём в ночном клубе. По словам Нельсон так же известно, что в видео не было анимации и её планировали добавить позже. Каждый участник группы в клипе играл разных персонажей: Чед Смит играл роль вышибалы, Фли — бармена, а Энтони и Джош — парамедиков.

## Отзывы
Artistdirect поставили песне 5 звёзд из 5, назвав её «гениальным фанк-роком в чистом виде» и отметив, что песня ощущается вернувшейся во времени из будущего. Они описывают текст песни как «потусторонний и захватывающий». Rolling Stone поставили песне 3 из 5, отметив «привычно-хаотичную» лирику Кидиса и резюмировав тем, что в песне есть «всё, что вы хотите от „перцев“». About.com дали песне 4 звезды из 5, высоко оценив песню за «сильное, чувственное гитарное соло от Джоша Клингхоффера», «лёгкий вайб фанк-рока» и «запоминающийся и легко напеваемый припев». В заключение они назвали песню «многообещающим превью» альбома I’m with You.
Песня заняла первое место в чарте Billboard Rock Songs. 10 августа 2011 года песня стала рекордным 12-м синглом группы, занявшим первое место в чарте Billboard Alternative Songs, где она провела четыре недели подряд на вершине чарта. Rolling Stone поставили «The Adventures of Rain Dance Maggie» на 50-е место в своём ежегодном списке 50 лучших синглов за 2011 год.
Сингл получил золотой сертификат FIMI — итальянской федерации звукозаписывающей индустрии.

## Утечка в интернет
Лейбл группы Warner Bros установил дату мирового выпуска сингла 18 июля 2011 года. Была создана специальная страница в Facebook, где фанаты могли первыми услышать новый сингл, узнать последние новости и купить сингл в цифровом виде.15 июля 2011 года песня стала ненадолго доступна из-за случайной утечки на официальном сайте группы, но была быстро удалена. Однако этого было достаточно, чтобы кто-то мог её записать и разместить на фанатском форуме Red Hot Chili Peppers stadium-arcadium.com. Позже песня была выложена и на YouTube. Из-за утечки, которая представляла собой низкокачественную версию сингла, лейбл решил выпустить сингл для радио в тот же день, а также выложил единственную на тот момент запись песни в хорошем качестве на веб-сайте радиостанции KROQ-FM. Лейбл по-прежнему отмечал всемирный релиз 18 июля как официальную дату выпуска сингла на веб-сайте группы, странице в Facebook, YouTube и в цифровом формате.
В интервью Зейну Лоу Фли обсудил утечку песни, сказав: «Единственное, о чём я когда-либо беспокоился, это то, что я бываю слишком ленив или не уделяю достаточно времени процессу написания песен для того, чтобы добиться идеального результата. У меня есть проблемы с ленью. Но всё, что происходит с песнями после того, как мы их записываем — на самом деле меня мало волнует. Будь что будет».

## Концертные исполнения
Песня регулярно исполнялась на концертах в турах в поддержку I’m with You в 2011—2013 годах. В 2016—2017 годах в турах в поддержку альбома The Getaway песня игралась реже, но всё ещё оставалась активным участником сетлистов группы. После ухода Джоша Клингхоффера в 2019 году и возвращения в группу Джона Фрушанте песня более не исполнялась. Учитывая, что с Фрушанте в составе Red Hot Chili Peppers обычно не играют на концертах песни из альбомов, записанных без его участия (за исключением ранних работ ещё до первого прихода Джона в группу) — вероятность возвращения «The Adventures of Rain Dance Maggie» в концертный репертуар группы крайне мала.

## Список композиций
Помимо синглов на компакт-дисках с одним треком, в Великобритании были выпущены промо-версии сингла:
Британский промо-сингл 1
1. «The Adventures of Rain Dance Maggie» — 4:42
2. «The Adventures of Rain Dance Maggie» (UK Radio Edit) — 3:58

Британский промо-сингл 2
1. «The Adventures of Rain Dance Maggie» (UK Radio Edit) — 3:58

## Участники записи
Red Hot Chili Peppers
- Энтони Кидис — вокал
- Джош Клингхоффер — электрическая и акустическая гитара, бэк-вокал в студийной версии
- Фли — бас, фортепиано, бэк-вокал в живых выступлениях[19]
- Чед Смит — ударные

Дополнительные музыканты
- Мауро Рефоско — перкуссия, гуиро, бубен, ковбелл, кабаса, хлопки в ладоши

## Чарты
| Чарт (2011)             | Место |
| ----------------------- | ----- |
| Австралия               | 41    |
| Австрия                 | 23    |
| Бельгия (Валлония)      | 8     |
| Бельгия (Фландрия)      | 14    |
| Великобритания          | 44    |
| Венгрия (Rádiós Top 40) | 7     |
| Германия                | 20    |
| Испания                 | 43    |
| Канада                  | 16    |
| Нидерланды              | 24    |
| Новая Зеландия          | 30    |
| США (Hot 100)           | 38    |
| США (Alternative Songs) | 1     |
| США (Rock Songs)        | 1     |
| Финляндия               | 20    |
| Франция                 | 70    |
| Швейцария               | 26    |
| Япония                  | 12    |